# Судче
Су́дче — село в Україні, у Любешівській селищній громаді Камінь-Каширського району Волинської області.
Вперше село згадується в письмових джерелах у 1278 році.
Населення становить 1105 осіб.

## Етимологія
Старожили розповідають кілька легенд про походження назви та власне заснування села.
1. У давнину на цій території було засновано суд, що відав злочинами навколишніх населених пунктів. Тому і стали називати поселення «Судилище» або просто «Судче»
2. Колись на території села було багато лісів, тому перші поселенці, щоб захиститись від диких звірів, будували своє житло на сучках дерев. От і стали називати поселення «Судче», тобто «те, що на сучках.»

## Влада

Судченська сільська рада

## Географія

### Розташування
Село Судче знаходиться в Волинські області Любешівському району (поштовий індекс 44250). До 10 серпня 2017 року — центр сільської ради, розташоване за 12 кілометрів від районного центру.

### Клімат
Кліматичні умови села характеризуються такими показниками: тривалість періоду активної вегетації −154 −155 днів з сумарними температурами 23 — 30° С, з сумами опадів за цей період 330 мм (річні — 550—560 мм). Спостерігається недостатність вологи у піщаних дерново-підзолистих ґрунтах. Початок весни тут запізнюється на кілька днів, а заплави надовго покриваються талими водами.

## Населення
Згідно з переписом УРСР 1989 року чисельність наявного населення села становила 1107 осіб, з яких 536 чоловіків та 571 жінка.
За переписом населення України 2001 року в селі мешкали 1094 особи.

### Мова
Розподіл населення за рідною мовою за даними перепису 2001 року:
| Мова       | Відсоток |
| ---------- | -------- |
| українська | 99,37 %  |
| білоруська | 0,36 %   |
| російська  | 0,27 %   |

Від старшого покоління можна почути місцевий говір, наприклад:
- вежінуть — виженуть;
- гєнчій — інший;
- гетой — цей;
- цибахє —цибуля (пір"я);
- запузневся — запізнився;
- коб — якби, щоб;
- окалєвся — забруднився.

Поширений суржик.
Зустрічаються слова, які походять з польської, наприклад:
- ровер — велосипед;
- крупник — молочна пшоняна каша;
- трускавкє — полуниці.

## Релігія
В селі діє Церква Преподобної Параскеви Сербської, яка починає своє історію з XIX ст.

Церква преподобної Параскеви Сербської (с. Судче)

## Пам'ятники та скульптури

Пам'ятник жертвам ВВВ, Судче

У місцевому парку, неподалік озера, знаходиться пам'ятка односельчанам, які загинули у роки Великої вітчизняної війни у 1941—1945 рр.

Могила євреїв неподалік с. Судче

Також, неподалік села знаходиться могила євреїв. Напис «Тут поховані євреї — мешканці сіл Любешівського району, розстріляні німецько-фашистськими загарбниками та поліцією в серпні 1942 року. Пам'ятаємо їх!»
За селом знаходиться ще одна історична пам"ятка — могили воїнів, що загинули в 1916 році.  [Архівовано 5 квітня 2017 у Wayback Machine.]

## Культура

### Музика
У селі є хор, що співає переважно народні пісні під час святкування державних свят та Дня села.

### Бібліотеки
Жителі села мають змогу користуватися Сільською бібліотекою (розміщена у приміщенні сільської ради) та бібліотекою школи.

### Спорт
Футбольна команда.

### Парки
До п'ятдесятиріччя встановлення Радянської влади в селі було закладено парк. П'ятдесят два ряди, бо на той час партійна організація в селі нараховувала п'ятдесят два комуністи. Кожен комуніст сам копав ями свого ряду, а потім спільними зусиллями комсомольської організації було посаджено парк.

## Освіта та наука

Судченська ЗОШ І-ІІІ ст.

У селі функціонує дитячий дошкільний заклад та Судченська загальноосвітня школа І-ІІІ ступенів.

## Постаті
- Оніщук Владислав Іванович (1998—2022) — солдат Збройних Сил України, учасник російсько-української війни, що загинув у ході російського вторгнення в Україну в 2022 році.
- Хрупчик Іван Васильович (1993—2016) — солдат Збройних сил України, учасник російсько-української війни[5].